# Kurubathur, Sakleshpur
Kurubathur là một làng thuộc tehsil Sakleshpur, huyện Hassan, bang Karnataka, Ấn Độ.